# Liste der Baudenkmale in Dalsper
In der Liste der Baudenkmale in Dalsper sind die Baudenkmale der niedersächsischen Gemeinde Elsfleth Ortsteil Dalsper aufgelistet. Der Stand der Liste ist der 9. Juli 2022.

## Allgemein
In den Spalten befinden sich folgende Informationen:
- Lage: die Adresse des Baudenkmales und die geographischen Koordinaten. Kartenansicht, um Koordinaten zu setzen. In der Kartenansicht sind Baudenkmale ohne Koordinaten mit einem roten Marker dargestellt und können in der Karte gesetzt werden. Baudenkmale ohne Bild sind mit einem blauen Marker gekennzeichnet, Baudenkmale mit Bild mit einem grünen Marker.
- Bezeichnung: Bezeichnung des Baudenkmales
- Beschreibung: die Beschreibung des Baudenkmales. Unter § 3 Abs. 2 NDSchG werden Einzeldenkmale und unter § 3 Abs. 3 NDSchG Gruppen baulicher Anlagen und deren Bestandteile ausgewiesen.
- ID: die Objekt-ID des Baudenkmales
- Bild: ein Bild des Baudenkmales, ggf. zusätzlich mit einem Link zu weiteren Fotos des Baudenkmals im Medienarchiv Wikimedia Commons. Wenn man auf das Kamerasymbol klickt, können Fotos zu Baudenkmalen aus dieser Liste hochgeladen werden:

| Lage                                          | Bezeichnung               | Beschreibung                                                                                  | ID       | Bild           |
| --------------------------------------------- | ------------------------- | --------------------------------------------------------------------------------------------- | -------- | -------------- |
| Dalsper 2 53° 12′ 26″ N, 8° 23′ 7″ O          | Wohn-/ Wirtschaftsgebäude | Hallenhaus, kein Denkmal mehr                                                                 | 36108747 | BW             |
| Dalsper 4 53° 12′ 27″ N, 8° 23′ 8″ O          | Wohn-/ Wirtschaftsgebäude | Zweiständerhallenhaus in Fachwerk vom Ende des 18. Jhs.                                       | 36108773 | BW             |
| Dalsper 4 53° 12′ 27″ N, 8° 23′ 11″ O         | Scheune                   | Fachwerkscheune in Ankerbalkenkonstruktion aus der 1. Hälfte des 19. Jhs.                     | 36108800 | BW             |
| Dalsper 6 53° 12′ 28″ N, 8° 23′ 9″ O          | Wohn-/ Wirtschaftsgebäude | Vierständerhallenhaus mit Backsteinaußenmauern vom frühen 20. Jh. mit Stallanbau in Backstein | 36108854 | BW             |
| Dalsper 6 53° 12′ 29″ N, 8° 23′ 7″ O          | Allee                     | Allee aus alten markanten Linden entlang der dammartig erhöhten Hofzufahrt                    | 36113669 | BW             |
| Dalsper 8 53° 12′ 30″ N, 8° 23′ 8″ O          | Wohn-/ Wirtschaftsgebäude | Zweiständerhallenhaus in Fachwerk vom Ende des 18. Jhs., Wirtschaftsteil 1835 erneuert        | 36108917 | BW             |
| Dalsper 8 53° 12′ 31″ N, 8° 23′ 10″ O         | Scheune                   | Fachwerkscheune in Ankerbalkenkonstruktion aus der 1. Hälfte des 19. Jhs.                     | 36108891 | BW             |
| Dalsper 10 53° 12′ 32″ N, 8° 23′ 9″ O         | Wohn-/ Wirtschaftsgebäude | Zweiständerhallenhaus mit Backsteinaußenmauern von 1836                                       | 36108826 | BW             |
| Dalsper 10 53° 12′ 32″ N, 8° 23′ 10″ O        | Scheune                   | Fachwerkscheune in Ankerbalkenkonstruktion aus der 1. Hälfte des 19. Jhs.                     | 36108944 | BW             |
| Dalsper 10 53° 12′ 32″ N, 8° 23′ 9″ O         | Backhaus                  | Backsteinbau vom späten 19. Jh. oder um 1900                                                  | 36108970 | BW             |
| Dalsper 10 53° 12′ 32″ N, 8° 23′ 7″ O         | Allee                     | Allee aus alten markanten Rotbuchen                                                           | 36113694 | BW             |
| Dalsper 12 53° 12′ 33″ N, 8° 23′ 7″ O         | Wohnhaus                  | Backsteinbau auf verputztem Kellersockel von 1936                                             | 36111476 | BW             |
| Dalsper 12 53° 12′ 33″ N, 8° 23′ 11″ O        | Scheune                   |                                                                                               | 36108994 | BW             |
| Dalsper 16 53° 12′ 36″ N, 8° 23′ 9″ O         | Wohn-/ Wirtschaftsgebäude | Zweiständerhallenhaus in Fachwerk aus der 2. Hälfte des 18. Jhs.                              | 36109018 |                |
| Dalsper 16 53° 12′ 36″ N, 8° 23′ 9″ O         | Backhaus                  | Backsteinbau mit Satteldachaus dem späten 19. Jh. oder um 1900                                | 36109071 | BW             |
| Dalsper 16 53° 12′ 36″ N, 8° 23′ 10″ O        | Nebengebäude              |                                                                                               | 36109095 | BW             |
| Dalsper 16 53° 12′ 35″ N, 8° 23′ 10″ O        | Scheune                   | Fachwerkscheune von 1746                                                                      | 36109045 | BW             |
| Dalsper 26 53° 12′ 44″ N, 8° 23′ 11″ O        | Wohn-/ Wirtschaftsgebäude | Zweiständerhallenhaus in Fachwerk vom Ende des 18. Jhs. mit jüngeren Stallanbau in Backstein  | 36109119 | Weitere Bilder |
| Dalsper 26 53° 12′ 45″ N, 8° 23′ 11″ O        | Scheune                   | Fachwerkscheune in Ankerbalkenkonstruktion von 1826, nach Brand wiederaufgebaut               | 36109147 | Weitere Bilder |
| Dalsper 51 53° 13′ 6″ N, 8° 22′ 53″ O         | Wohn-/ Wirtschaftsgebäude | Zweiständerhallenhaus in Fachwerk vom Ende des 18. Jhs.                                       | 36109173 | Weitere Bilder |
| Dalsper 51 53° 13′ 5″ N, 8° 22′ 54″ O         | Wohnhaus                  | Putzbau von fünf Achsen von 1901                                                              | 36109199 | Weitere Bilder |
| Dalsper 51 53° 13′ 5″ N, 8° 22′ 55″ O         | Scheune                   | Fachwerkscheune aus der 1. Hälfte des 19. Jhs., 1987 nach Brand wiederaufgebaut               | 36109225 | Weitere Bilder |
| Dalsper 53 53° 13′ 7″ N, 8° 22′ 57″ O         | Scheune                   | Fachwerkscheune in Ankerbalkenkonstruktion von um 1800                                        | 36114730 | BW             |
| Dalsper Hellmer 1 53° 12′ 47″ N, 8° 23′ 12″ O | Wohn-/ Wirtschaftsgebäude | Zweiständerhallenhaus in Fachwerk von 1838                                                    | 36112867 | BW             |
| Dalsper Hellmer 1 53° 12′ 48″ N, 8° 23′ 12″ O | Backhaus                  |                                                                                               | 36112841 | BW             |
| Dalsper Hellmer 1 53° 12′ 47″ N, 8° 23′ 10″ O | Baumbestand               | Alter markanter Baumbestand auf dem Hofgrundstück (v. a. Obstbäume und Eichen).               | 36113502 | BW             |